# Buraco negro extremo
Em física teórica, um buraco negro extremo é um buraco negro com a mínima massa que possa ser compatível com uma carga elétrica e momento angular dados.
Em teorias supersimétricas, buracos negros extremos são frequentemente supersimétricos; i.e., eles são invariantes sob diversas supercargas. Isto é consequência do limite BPS. Tais buracos negros são estáveis e não emitem teoricamente radiação Hawking. Sua entropia de buraco negro pode ser calculada na teoria das cordas.